# A Felicidade
A Felicidade és una cançó de bossa nova metafòrica sobre la fugacitat de la felicitat, amb lletra de Vinícius de Moraes i música d'Antônio Carlos Jobim, composta el 1958 per a la pel·lícula del director Marcel Camus Orfeu negre basada en l'obra teatral Orfeu da Conceição.
Jobim i Vinícius varen col·laborar en diverses cançons el 1956 per a la peça dramàtica, però la productora francesa Sacha Gordine va demanar nou material per a la versió cinematogràfica. Segons l'autor Ruy Castro «varen compondre tres cançons, sobretot per telèfon, ja que Vinicíus es trobava treballant a l'Uruguai: A felicidade, Frevo i O nosso amor». Agostinho dos Santos, acompanyat per Roberto Menescal a la guitarra, canta A Felicidade durant els crèdits inicials de la pel·lícula. La pel·lícula va guanyar la Palma d'Or del Festival Internacional de Cinema de Canes el 1959 i l'Oscar a la millor pel·lícula de parla no anglesa el 1960, fets que centraren l'atenció mundial en la bossa nova.